# Elecciones al Senado de 2011 (Madrid)
Las elecciones al Senado de 2011 se celebraron en la Comunidad de Madrid el domingo 20 de noviembre, como parte de las elecciones generales convocadas por Real Decreto dispuesto el 26 de septiembre de 2011 y publicado en el Boletín Oficial del Estado el día siguiente. Se eligieron los 4 senadores correspondientes a la circunscripción electoral de Madrid, mediante escrutinio mayoritario plurinominal parcial con listas abiertas.

## Resultados
Los comicios resultaron en la elección como senadores de Pío García-Escudero, Alejandro Muñoz-Alonso y Rosa Vindel, los tres del Partido Popular) y de Enrique Cascallana (del Partido Socialista Obrero Español). El escrutinio completo y definitivo se detalla a continuación.
| Candidato                         | Candidato                         | Lista | Votos     |
| --------------------------------- | --------------------------------- | ----- | --------- |
|                                   | Pío García-Escudero Márquez       | PP    | 1 649 317 |
|                                   | Alejandro Muñoz-Alonso Ledo       | PP    | 1 619 292 |
|                                   | María Rosa Vindel López           | PP    | 1 596 894 |
|                                   | Enrique Cascallana Gallastegui    | PSOE  | 836 977   |
| Isabel Pérez Montalvo             | Isabel Pérez Montalvo             | PSOE  | 820 203   |
| Constantino López García          | Constantino López García          | PSOE  | 779 978   |
| Álvaro Pombo García de los Ríos   | Álvaro Pombo García de los Ríos   | UPyD  | 311 467   |
| Daniel Morcillo Álvarez           | Daniel Morcillo Álvarez           | IU-LV | 245 851   |
| Laura Nuño Gómez                  | Laura Nuño Gómez                  | IU-LV | 226 577   |
| Javier Portal Martínez            | Javier Portal Martínez            | IU-LV | 186 719   |
| Gustavo Adolfo Catalán Deus       | Gustavo Adolfo Catalán Deus       | Equo  | 79 314    |
| Ana María Etchenique Calvo        | Ana María Etchenique Calvo        | Equo  | 61 984    |
| Beatriz Gimeno Reinoso            | Beatriz Gimeno Reinoso            | Equo  | 47 147    |
| María Luz Galán Pascual           | María Luz Galán Pascual           | EB    | 41 468    |
| Alejandro Lorca Extremera         | Alejandro Lorca Extremera         | EB    | 33 942    |
| Francisco García Leal             | Francisco García Leal             | PACMA | 27 685    |
| Laura Duarte Domínguez            | Laura Duarte Domínguez            | PACMA | 23 946    |
| Luis Víctor Moreno Barbieri       | Luis Víctor Moreno Barbieri       | PACMA | 15 729    |
| Miguel Ángel Vázquez Martín       | Miguel Ángel Vázquez Martín       | PUM+J | 14 421    |
| Álvaro Cremades Guisado           | Álvaro Cremades Guisado           | PCPE  | 13 070    |
| Juan García-Bernardo Junquera     | Juan García-Bernardo Junquera     | FAC   | 13 049    |
| Fernanda Serrano Noreña           | Fernanda Serrano Noreña           | PUM+J | 8899      |
| Sara Luján Maeso                  | Sara Luján Maeso                  | FAC   | 8549      |
| Juan Luis García Córdoba          | Juan Luis García Córdoba          | PCPE  | 7823      |
| Olvido Inguanzo Inguanzo          | Olvido Inguanzo Inguanzo          | PCPE  | 6943      |
| Arturo Viloria Fuentes            | Arturo Viloria Fuentes            | PH    | 6569      |
| Daniel Martínez Martínez          | Daniel Martínez Martínez          | P-Lib | 6414      |
| Arturo Warleta González           | Arturo Warleta González           | PUM+J | 5978      |
| Jacobo Heraclio Martínez Elduayen | Jacobo Heraclio Martínez Elduayen | FAC   | 5784      |
| Teresa Quintanilla Redondo        | Teresa Quintanilla Redondo        | PH    | 5153      |
| Jesús Béjar Sánchez               | Jesús Béjar Sánchez               | POSI  | 4545      |
| Tomás Feo Cuadrado                | Tomás Feo Cuadrado                | SAIn  | 2890      |
| Joaquín Pablo Segado Bixquert     | Joaquín Pablo Segado Bixquert     | PH    | 2637      |
| María Carmen Salvador Vega        | María Carmen Salvador Vega        | SAIn  | 1596      |